# Александър Сариевски
Александър Сариевски (на македонска литературна норма: Александар Сариевски) e народен певец от Република Македония, един от най-значимите изпълнители на народни песни от Македонската фолклорна област.

## Биография
Роден в село Галичник, средното си образование завършва в Скопие, когато и започва да свири на хармоника. През 1946 година записва в Македонското радио песента „А бре невесто око калешо“, с която започва неговата богата музикална кариера. Сред най-известните му песни са „Зайди, зайди ясно слънце“, „Де гиди, луди години“, „Убавото Стойне“. Гласът му се откроява с неповторима мекота и емоционалност, топлина и характерна орнаментика.
В песните си Сариевски пее за родния Галичник, изгубената любов, за гурбетчийството, но е познат и с многото си хумористични песни. Неговото музикално наследство е самобитна част от културно наследство на Северна Македония, което той популяризира по света, пътувайки със съоснования от него ансамбъл „Танец“.

## Популярни песни
Някои от по-известните песни, изпълнявани от Сариевски, са:
- „Зайди, зайди ясно сонце“,
- „Учи ме, майко, карай ме“,
- „Йовано, Йованке“,
- „Море сокол пие“,
- „Дей гиди луди млади години“,
- „Абер дойде, Донке“,
- „Зайко кукурайко“,
- „Кандисал Айрудин паша“ и много други.